# Национальная ассоциация инжиниринговых компаний
Национальная Ассоциация Инжиниринговых Компаний (НАИК) — некоммерческое профессиональное сообщество, объединяющее крупнейшие инжиниринговые компании России.

## Создание
Начиная с 2006 г. отрасль энергетического инжиниринга России вступила в новую стадию роста и развития. Индикатором этих процессов послужила начавшаяся реализация инвестиционной программы РАО «ЕЭС России». Кроме того, в связи со вступление в силу Федерального закона РФ от 22 июля 2008 г. № 148-ФЗ «О внесении изменений в Градостроительный кодекс РФ и отдельные законодательные акты РФ», регламентирующего деятельность саморегулируемых организаций (СРО), участникам рынка необходимо было решить вопросы со вступлением в СРО для продолжения профессиональной деятельности.
В итоге, 21 ноября 2008 года было принято решение о создании НАИК. Организаторами Ассоциации выступили игроки инжинирингового рынка России.
Как следствие, Национальная Ассоциация Инжиниринговых Компаний (НАИК) стала площадкой и своего рода посредником для решения вопросов между игроками рынка, энергетическими компаниями и органами государственной власти .

## Органы управления
Высшим органом управления НАИК является общее собрание членов Ассоциации, постоянно действующий коллегиальный орган управления — Правление. На сегодняшний день председателем Правления — Президентом является Член Правления, Руководитель Блока инжиниринга ОАО «Интер РАО», генеральный директор ООО «Интер РАО — Инжиниринг» Юрий Шаров.

## Состав НАИК
На сегодняшний день в НАИК входят следующие компании: ЗАО «Интертехэлектро — Новая Генерация», ОАО "ВО «Технопромэкспорт» , ООО «АСЭ-Инжиниринг», ЗАО «Системы управления», ОАО «Группа Е4», ОАО «Энергостройинвест-Холдинг», ОАО «ЭМАльянс», ООО «ЕвроСибЭнерго-инжиниринг», ЗАО «Энергопроект», ООО "УК «КВАРЦ», Открытое акционерное общество «Инженерный центр ЕЭС» и другие .

## Деятельность
- Организация и участие в программах и мероприятиях, направленных на достижение целей Ассоциации.
- Установление и развитие международных связей на рынке инжиниринговых услуг.
- Сотрудничество и обмен опытом с заинтересованными российскими и зарубежными организациями и учреждениями в рамках собственных проектов и программ.
- Обеспечение обратной связи с государственными организациями, продвижение разработок Ассоциации на рынке, связь с аналогичными по деятельности организациями.
- Осуществление сотрудничества с участниками рынка инжиниринговых услуг не являющимися членами Ассоциации, а также с их объединениями и союзами.
- Участие в разработке и внедрении правил, направленных на предупреждение недобросовестных действий со стороны участников рынка инжиниринговых услуг.
- В рамках своей компетенции оказывать информационную, методическую, техническую и правовую поддержку профессиональной деятельности членов Ассоциации.
- Проведение различных независимых исследований и экспертиз, обобщение опыта, подготовка рекомендаций для членов Ассоциации и других участников рынка.
- Взаимодействие с заинтересованными средствами массовой информации, в том числе анализ и распространение информации по вопросам деятельности Ассоциации.
- Сбор, анализ и обработка информации, создание отраслевых информационных баз данных.
- Содействие созданию профессиональных образовательных учреждений высшего, среднего (как общего, так и дополнительного) образования, а также школ, центров и курсов переподготовки кадров по своей тематике.

В 2008 г. НАИК выступила организатором первой национальной премии EPCM Awards, вручаемой ведущим российским инжиниринговым компаниям .